# Estrella Galán

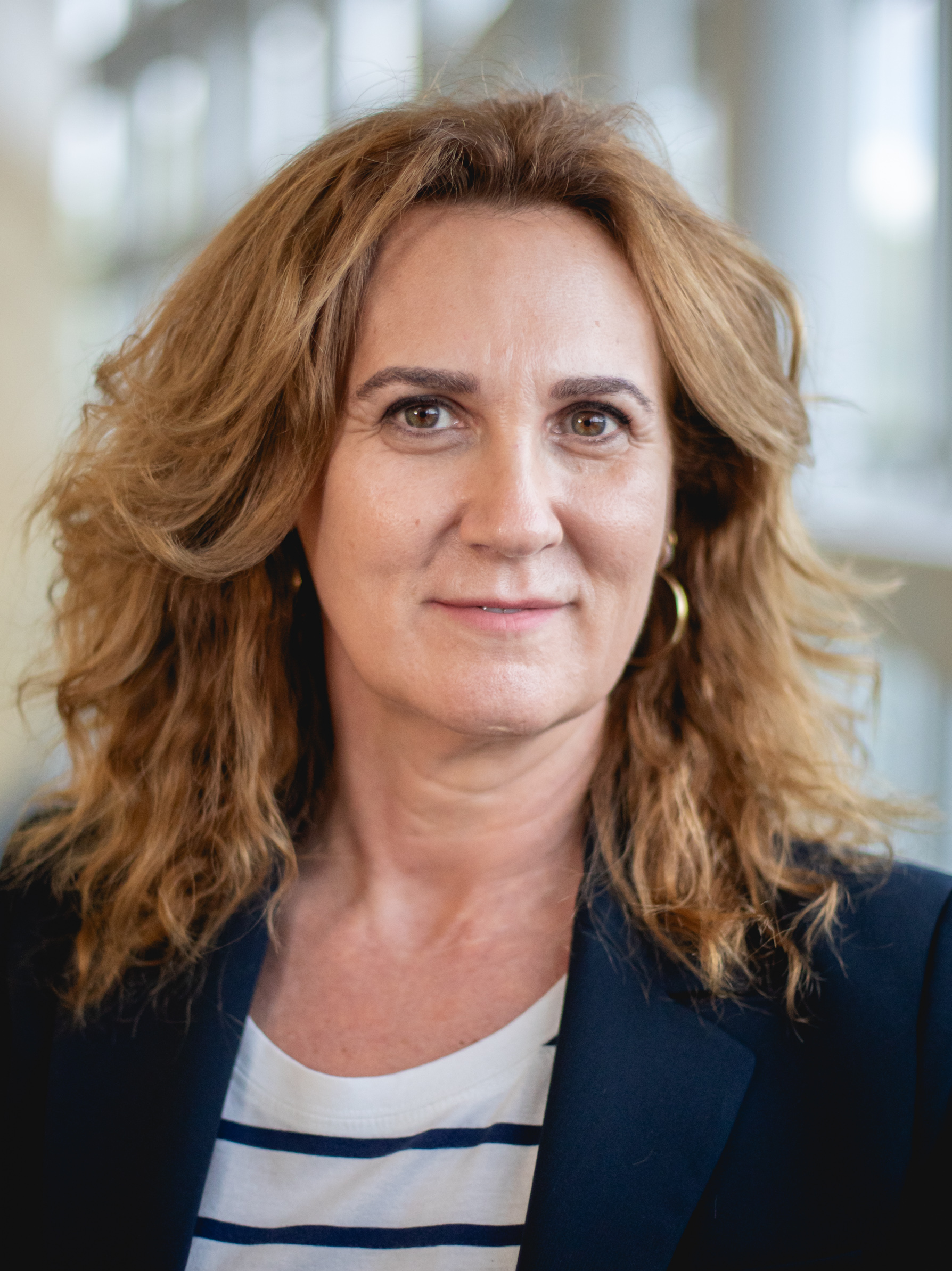
Estrella Galán

Estrella Galán Pérez (* 24. April 1971 in Madrid) ist eine spanische Sozialarbeiterin, Menschenrechtsaktivistin und Politikerin. Seit 2024 ist sie Abgeordnete der Fraktion Die Linke im Europäischen Parlament.

## Leben
Galán studierte Sozial- und Kulturanthropologie an der Universidad Complutense de Madrid und erwarb einen Abschluss in Sozialer Arbeit. Außerdem erhielt sie einen Masterabschluss in Migration und interkommunalen Beziehungen an der Universidad Autónoma de Madrid. Anschließend war sie als Sozialarbeiterin in einem Aufnahmezentrum für Geflüchtete in Madrid tätig. Mehr als 30 Jahre lang arbeitete sie in verschiedenen Organisationen für Menschenrechte und Migration. So trat sie 1999 der spanischen Kommission für Flüchtlingshilfe bei, deren Vorsitzende sie seit 2011 war. Bereits mehrfach war sie Berichterstatterin im Ausschuss für bürgerliche Freiheiten, Justiz und Inneres des EU-Parlaments. Außerdem ist sie Autorin verschiedener Artikel, Studien und Berichte zum Thema Migration.

## Politische Karriere
Ohne jede politische Vorerfahrung wurde sie vom Linksbündnis Sumar als Spitzenkandidatin für die Europawahl 2024 aufgestellt. Das Bündnis erhielt 4,65 % der Stimmen, womit Galán als Unabhängige ins Europaparlament einzog. Sie schloss sich dort der Fraktion Die Linke an.
Galán gilt als Unterstützerin eines palästinensischen Staates und kritisierte Israel mehrfach.